# Elasmus brevicornis
Elasmus brevicornis  (лат.) — вид паразитических наездников из рода Elasmus из трибы Elasmini (ранее Elasmidae) семейства Eulophidae (Chalcidoidea) отряда перепончатокрылые насекомые.

## Распространение
Россия (Дальний Восток), Вьетнам, Индия, Индонезия, Йемен, Конго, Малайзия, Мьянма.

## Описание
Паразиты чешуекрылых (Lepidoptera) из семейств Pyralidae, Gelechiidae, Hesperiidae, Hyblaeidae, или гиперпаразиты Braconidae и Ichneumonoidea. Тело чёрное, брюшко с желтыми тергитами 1-3. Флагеллум усика с поперечными широкими сегментами. Крылья с сильно редуцированным жилкованием. Ранее относился к самостоятельному семейству Elasmidae, а теперь рассматривается в составе Eulophidae (триба Elasmini) или подсемейства Elasminae.